# Posidonius (inslagkrater)
Posidonius is een cirkelvormige walvlakte rakend aan de noordoostelijke rand van Mare Serenitatis op de naar de Aarde toegekeerde kant van de Maan. De diameter van Posidonius is 100 kilometer. De diameter van de bodem is 90 kilometer. Het centrum van Posidonius ligt op 30° Oost, 32° Noord.

## Benamingen
De naam Posidonius is afkomstig van de Italiaanse astronoom Giovanni Battista Riccioli en werd door de Internationale Astronomische Unie (IAU) als officieel verklaard. Johannes Hevelius gaf deze walvlakte echter de naam Insula Macra. De allereerste benaming komt van Michael van Langren die het de naam Lafailli gaf.

## Obscuraties
Doorheen heel de geschiedenis van het telescopisch maanwaarnemen zijn tal van obscuraties waargenomen in en om Posidonius. Zo konden tijdens sommige waarneemnachten de komvormige kraters Posidonius A en Posidonius C op de vloer van Posidonius niet gezien worden ten gevolge van een ondoorzichtige mist-achtige laag in de walvlakte, terwijl onder normale omstandigheden de schaduwen in deze komvormige kraters duidelijk zichtbaar waren.

## Meanderenderivier
Voor maanwaarnemers met amateurtelescopen biedt de vloer van de walvlakte Posidonius een diversiteit aan groefvormige oppervlaktestructuren die gedurende gunstige atmosferische omstandigheden op een vrij gemakkelijke manier kunnen worden waargenomen (Rimae Posidonius). De centrale en zuidoostelijke gedeelten van de vloer worden gedomineerd door een stelsel betrekkelijk rechtlijnige groeven die op een vrij chaotische manier door elkaar heen lopen. Langsheen de noordelijke, noordwestelijke en westelijke binnenrand van de walvlakte kronkelt een meanderende rivier die qua vorm het best vergeleken kan worden met de suturen van een menselijke schedel (Coronal suture, Lambdoid suture en Sagittal suture).